# 云南提督府旧址
云南提督府旧址，又称杜文秀元帅府，位于今中国云南省大理白族自治州大理市大理镇大理古城内，复兴路南段111号，1856年杜文秀领导的农民起义军攻占大理府城后，设元帅府于此。现为大理市博物馆所在地。属于第八批全国重点文物保护单位，大理州革命遗址。

## 历史
云南提督府衙门（又称大理提督府衙门），始建于清康熙年间。1856年杜文秀领导的农民起义军攻占大理府城后，设杜文秀元帅府于此，直至1872年起义失败，此地作为杜文秀起义军的首脑机关长达18年之久。后恢复为云南提督府衙门。1949年底，中国人民解放军滇桂黔边纵队第七支队进驻大理，司令部和政治部设于此，此后元帅府一直归部队管理。1986年由部队移交给地方政府，同年设立大理市博物馆。

## 结构
原建筑有大门、二门、正堂，议事厅和南北花厅、书房及四周围墙，现仅存议事大厅、大门和南城墙约100米。二门、正堂为1986年重建。

## 保护
大理市人民政府于1986年筹资40余万元对云南提督府旧址进行修缮；2012年，筹资40余万元对碑林碑廊进行提升改造；2018年，筹资100余万元对四合院进行揭顶修缮。
1985年9月20日，以“杜文秀元帅府”公布为第一批大理市文物保护单位；1993年11月16日，公布为第四批云南省文物保护单位；2019年10月7日，以“云南提督府旧址”公布为第八批全国重点文物保护单位。